# Yawara

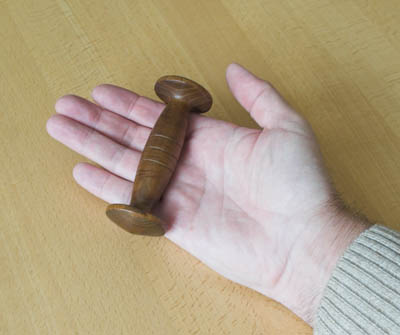
Una yawara con forma de palo mancuerna.

La yawara (también llamada pasak o dulo dulo en la Eskrima o artes marciales filipinas) es un arma tradicional japonesa utilizada en varias artes marciales. Como el Jūjutsu tradicional, el Kobudo japonés y el Ninjutsu. 
La yawara se originó a partir del uso de un bastón corto o kongou, siendo este un objeto simbólico budista, en forma de rayo; por los monjes en el Japón feudal. La yawara no religiosa toma la forma de uno o dos pequeños, palos gruesos que sobresalen alrededor de una pulgada de cada lado de la mano cerrada en puño. Usualmente se utilizan para iniciar varias proyecciones, atacar los huesos, estrangular, golpear o presionar diversos puntos de presión.
El palo o bastón policial llamado yawara fue popularizado para los agentes de la policía estadounidense en la década de 1940 por Frank A. Matsuyama, quién realizó su propia versión en 1937, o en años anteriores.

## Legalidad
En los Estados Unidos, las yawaras no son intrínsecamente ilegales en alguna jurisdicción. En el Reino Unido, "cualquier objeto hecho, o adaptado, para causar daño a otra persona, o la intención de la persona que, tenga consigo el objeto, para tal uso" se define como un arma ofensiva bajo el Acta 1953 de Prevención del Crimen. Esta medida puede señalar que un yawara está fabricado con el fin de ser usado como un arma. Sin embargo, como el yawara es esencialmente solo un pequeño cilindro, una amplia gama de objetos del día a día pueden ser usado del mismo modo, por lo que cualquier castigo legal sería imposible de aplicar.

## Yawara jutsu
El yawara jutsu es el compendio técnico del uso del yawara dentro del currículo de las artes marciales tradicionales japonesas como el Jiu-jitsu y el ninjutsu en algunos estilos; aunque el nombre yawara fue también usado para denominar inicialmente al arte marcial del jiu-jitsu tradicional japonés en sus varios estilos, (siendo este el antecesor histórico de las artes marciales del Judo y el Aikidō de hoy día), puesto que hay similitudes en el kanji para yawara (柔) y el kanji del jiu-jitsu (柔術). Asimismo otras armas cortas como el tessen (abanico de guerra), y el bastón corto o Tambō se pueden utilizar para aplicar técnicas similares a las del yawara, siendo preservado su uso en los estilos tradicionales de las disciplinas del jiu-jitsu y el Ninjutsu. Los movimientos del yawara pueden haber sido derivados de las técnicas de cuchillo desarrolladas por los guerreros japoneses medievales o Samurái dentro del apartado técnico del tanto jutsu.

## En la cultura popular
- El personaje de la tira cómica Modesty Blaise utiliza una yawara, a la que llama "Kongo".[1]
- Tommy Okage en la serie Ole Devil de J. T. Edson usa una yawara.
- El yawara juega un papel importante en la trama de la película Twisted del 2004.